# Сердце вдребезги
«Сердце вдребезги» (англ. Playing It Cool) — американская романтическая комедия 2014 года режиссёра Джастина Рирдона. Сценарий написали Крис Шейфер и Пол Викнейр. Фильм был выпущен 31 марта 2015 года до ограниченного выпуска 8 мая 2015 года компанией Vertical Entertainment. Он получил в целом негативные отзывы критиков.

## Сюжет
«Я» — главный герой фильма и сценарист из Лос-Анджелеса, который хочет писать сценарии боевиков, но его агенту Брайану нужно, чтобы он сначала написал сценарий к ромкому. Из-за проблем с матерью в детстве он не подпускает к себе любовь и не верит в неё, поэтому ему трудно писать о романтике. Имея писательский блок, он разговаривает с людьми, слушая их анекдоты. Затем он мысленно представляет себя в этих историях.
Его приятель Скотт одержим романтическими книгами и фильмами. Он уже целую вечность влюблен в постоянного покупателя своего книжного магазина. «Он» хочет показать любовь такой, какая она есть с его точки зрения, не смешной и не романтичной. Каждый раз, когда кто-нибудь говорил ему, что любит его, он говорил, что не думает, что сможет ответить взаимностью. Итак, он постоянно встречается с девушками, а потом говорит, что не видит с ними будущего.
Затем он встречает «Ее» на благотворительном мероприятии со Скоттом. Проводя социальный эксперимент на мероприятии (её идея), каждый из них использует шаблонные плохие реплики противоположного пола, плохо флиртуя с другими участниками, чтобы отпугнуть их. «Он» обнаруживает, что его действительно тянет к ней, но внезапно они встречают её парня Стаффи, и он уводит её. Когда он пытается выбросить её из головы, быстро переспав с кем-нибудь ещё, в первый раз это не срабатывает. Он возвращается на место встречи, чтобы узнать, сможет ли он узнать её имя, но спросить больше некого. В отчаянии он хватает гостевую книгу, чтобы попытаться найти её имя.
Его группа друзей-неудачников ― писатели: Лайл, плодовитый, но все ещё непубликуемый, Самсон, женатый писатель-график, Мэллори пишет и проводит шоу, и, конечно, Скотт. Встретившись на стрельбище, «Он» говорит им, что пытается найти «Ее». Большинство из них цинично относятся к браку и любви, и только Скотт поддерживает его.
Теперь, куда бы «Он» ни пошёл, он везде видит влюбленные пары. Когда он идет навестить своего дедушку, тот говорит ему, что он должен как Коломбо искать её. План состоит в том, чтобы обойти благотворительные мероприятия, надеясь столкнуться с ней. Он сталкивается с Диком на благотворительном вечере «Спаси океаны», который просит его встать и сказать речь. «Она» действительно оказывается там и они воссоединяются. Он уговаривает её согласиться на свидание с другом. Потом, когда он подвозит её домой, она упоминает о благотворительном мероприятии в четверг.
На следующий день в боулинге его друзья не оказывают поддержки. Мэллори настроена враждебно, только Скотт поддерживает его. Когда он пришёл, она пригласила его на свой урок йоги. Потом они болтают в кафе, и он спрашивает её о Стаффи. Она описывает его как стабильного, безопасного и любимого своей семьей и друзьями. Свадьба её мечты состоится в одной из скульптур сердца в Сан-Франциско. И он наконец признается, что она ему нравится, что, по её словам, не изменит её плана.
Дома он достает коробку из-под обуви и смотрит на прощальную записку, которую оставила ему мать. На следующий день в гандболе его дедушка и Скотт убеждают его не отказываться от Неё. В тот вечер он убеждает её пойти куда-нибудь, она рассказывает о самоубийстве своего отца, когда была маленькой, и они целуются.
Она звонит ему, потому что не может выкинуть его из головы, и вскоре они оказываются вместе в постели. Впервые он не чувствует себя виноватым и может есть хлопья, которые не мог есть годами. Она, наоборот, уходит в плохом настроении. Она звонит снова, все идет хорошо, пока не всплывает его нечестность в отношении благотворительных организаций, и она бросает его. Мэллори наконец признается, что любит его, когда он просит её о помощи. На следующее утро «Она» будит его звонком только для того, чтобы признаться, что уже помолвлена.
Ночь пьянства, за которой следует выставление себя дураком в её квартире и смерть дедушки, возвращают Его в чувство. Его блок изживает себя, а сценарий для ромкома, наконец, готов. Скотт наконец-то назначает свидание тому парню, а Мэллори дает шанс давнему ухажеру. Он понимает, что должен попытаться остановить свадьбу. Совершив перелет, он проверяет все скульптуры сердца и находит Её.

## В ролях
- Крис Эванс ― Я
- Мишель Монаган — Она
- Обри Плаза — Мэллори
- Йоан Гриффит ― Стаффи
- Энтони Маки — Брайан
- Тофер Грейс — Скотт
- Патрик Уорбертон — Дик
- Мартин Старр — Лайл
- Люк Уилсон — Самсон
- Филип Бейкер Холл — дедушка

## Выпуск
В Эстонии фильм был выпущен 26 сентября 2014 года, в Латвии 17 октября 2014 года, в Южной Корее 23 октября 2014 года и в Румынии 26 декабря 2014 года. В Швеции он был выпущен 26 февраля 2015 года на DVD и Blu-Ray. Он также был выпущен в Болгарии 6 марта 2015 года и в Сингапуре 7 мая 2015 года. Фильм должен был выйти в прокат в Чили 28 мая 2015 года и Бразилии 11 июня 2015 года. 5 ноября 2014 года было объявлено, что Vertical Entertainment приобрела права на распространение фильма в США с запланированным выпуском в 2015 году. в феврале 2015 года фильм был выпущен эксклюзивно на DirecTV Cinema. Премьера фильма состоялась на Международном кинофестивале в Далласе 11 апреля 2015 года.. Фильм был выпущен ограниченным тиражом и на видео по запросу в Канаде 27 февраля 2015 года.

## Приём
На агрегаторе обзоров Rotten Tomatoes фильм имеет рейтинг одобрения 14%, основанный на 28 отзывах, со средним рейтингом 4,1/10. Консенсус критиков веб-сайта гласит: «Сердце вдребезги» противопоставляет легкую химию Криса Эванса и Мишель Монаган сценарию, который слишком «старается» быть изворотливым и умным, но результаты разочаровывают. На Metacritic фильм имеет средневзвешенный балл 30 из 100, основанный на 10 критиках, что указывает на в целом неблагоприятные отзывы.